# Trenton Julian
Trenton Julian (Glendale (Californië), 9 december 1998) is een Amerikaanse zwemmer. Hij is de zoon van olympisch zwemkampioene Kristine Quance.

## Carrière
Bij zijn internationale debuut, op de wereldkampioenschappen kortebaanzwemmen 2021 in Abu Dhabi, eindigde Julian als vierde op de 200 meter vlinderslag. Op de 4×200 meter vrije slag veroverde hij samen met Kieran Smith, Carson Foster en Ryan Held de wereldtitel, samen met Shaine Casas, Nic Fink en Ryan Held behaalde hij de zilveren medaille op de 4×100 meter wisselslag. Op de 4×50 meter wisselslag zwom hij samen met Shaine Casas, Will Licon en Zach Apple in de series, in de finale sleepte Casas samen met Nic Fink, Thomas Shields en Ryan Held de wereldtitel in de wacht. Voor zijn aandeel in de series van deze estafette ontving Julian eveneens de gouden medaille.
Op de wereldkampioenschappen zwemmen 2022 in Boedapest werd hij uitgeschakeld in de halve finales van de 200 meter vlinderslag. Samen met Drew Kibler, Carson Foster en Kieran Smith werd hij wereldkampioen op de 4×200 meter vrije slag. Op de 4×100 meter wisselslag zwom hij samen met Hunter Armstrong, Nic Fink en Brooks Curry in de series, in de finale legde Fink samen met Ryan Murphy, Michael Andrew en Ryan Held beslag op de zilveren medaille. Voor zijn inspanningen in de series van deze estafette werd Julian beloond met de zilveren medaille.

## Internationale toernooien
| Jaar | Olympische Spelen | WK langebaan                                                                               | WK kortebaan                                                                                                 | PanPacs | Pan-Amerikaanse Spelen |
| ---- | ----------------- | ------------------------------------------------------------------------------------------ | --- | ------- | ---------------------- |
| 2021 | geen deelname     |                                                                                            | 4e 200m vlinderslag · 4×200m vrije slag · 4×50m wisselslag · Julian zwom enkel de series · 4×100m wisselslag |         |                        |
| 2022 |                   | 16e 200m vlinderslag · 4×200m vrije slag · 4×100m wisselslag · Julian zwom enkel de series | 13-18 december                                                                                               |         |                        |

## Persoonlijke records
Bijgewerkt tot en met 28 april 2022
Kortebaan
| Afstand          | Tijd    | Datum            | Plaats    |
| ---------------- | ------- | ---------------- | --------- |
| 200m vrije slag  | 1.43,33 | 18 december 2021 | Abu Dhabi |
| 200m vlinderslag | 1.50,01 | 16 december 2021 | Abu Dhabi |

Langebaan
| Afstand          | Tijd    | Datum           | Plaats     |
| ---------------- | ------- | --------------- | ---------- |
| 100m vrije slag  | 49,97   | 3 augustus 2021 | Irvine     |
| 200m vrije slag  | 1.46,69 | 27 april 2022   | Greensboro |
| 400m vrije slag  | 3.49,47 | 3 augustus 2019 | Stanford   |
| 100m vlinderslag | 51,10   | 28 april 2022   | Greensboro |
| 200m vlinderslag | 1.54,22 | 26 april 2022   | Greensboro |
| 200m wisselslag  | 1.57,86 | 7 augustus 2021 | Irvine     |